# Постановки и экранизации произведений Агаты Кристи

## Радиопостановки
| Год  | Название                   | Оригинальное название   |
| ---- | -------------------------- | ----------------------- |
| 1937 | Жёлтые ирисы               | Yellow Iris, the        |
| 1947 | Мышеловка                  | Mousetrap, the          |
| 1948 | Масло на роскошной тарелке | Butter in a Lordly Dish |
| 1960 | Личный звонок              | Personal Call           |

## Телевизионные пьесы
| Год  | Название      | Оригинальное название |
| ---- | ------------- | --------------------- |
| 1937 | Осиное гнездо | Wasp’s Nest           |

## Кинофильмы
| Год  | Название                         | Оригинальное название                | Комментарий |
| ---- | -------------------------------- | ------------------------------------ | --- |
| 1931 | Алиби                            | Alibi                                | — |
| 1931 | Чёрный кофе                      | Black Coffee                         | — |
| 1934 | Смерть лорда Эджвера             | Lord Edgeware Dies                   | — |
| 1937 | Коттедж «Соловей»                | Love From a Stranger                 | снят по рассказу «Коттедж «Соловей» |
| 1945 | И не осталось никого             | And Then There Were None             | Режиссёр — Рене Клер. В ролях: Куини Леонард (Queenie Leonard), Барри Фицджеральд (Barry Fitzgerald), Луис Хэйуорд (Louis Hayward), Ричард Хэйдн (Richard Haydn), Миша Ауэр (Mischa Auer), Джудит Андерсон, Роулэнд Янг (Roland Young), Джун Дюпре (June Duprez), Уолтер Хьюстон (Walter Huston), С. Обри Смит (C. Aubrey Smith) |
| 1957 | Свидетель обвинения              | Witness for the Prosecution          | Режиссёр — Билли Уайлдер (Billy Wilder). В ролях: Чарльз Лоутон, Марлен Дитрих, Уна О’Коннор, Эльза Лэнчестер, Фрэнсис Комптон, Иан Вулф, Джон Уильямс |
| 1962 | В 16-50 из Паддингтона           | Murder, She Said                     | Снят по книге В 4.50 из Паддингтона. Режиссёр — Джордж Поллок (George Pollock). В ролях: Маргарет Рутерфорд (Margaret Rutherford) — мисс Марпл |
| 1963 | После похорон                    | Murder at the Gallop                 | Снят по книге После похорон. Режиссёр — Джордж Поллок (George Pollock). В ролях: Маргарет Рутерфорд (Margaret Rutherford) — мисс Марпл |
| 1964 | Самое глупое убийство            | Murder Most Foul                     | Снят по книге Миссис МакГинти с жизнью рассталась. Режиссёр — Джордж Поллок (George Pollock). В ролях: Маргарет Рутерфорд (Margaret Rutherford) — мисс Марпл |
| 1964 | Все на убийство!                 | Murder Ahoy!                         | Фильм о мисс Марпл, в основе сценария не лежит произведение Агаты Кристи. Однако фабула позаимствована из романа «С помощью зеркал». Режиссёр — Джордж Поллок (George Pollock). В ролях: Маргарет Рутерфорд (Margaret Rutherford) — мисс Марпл                                                                                   |
| 1965 | Убийства по алфавиту             | Alphabet Murders, the                | Снят по роману The ABC Murders |
| 1972 | Бесконечная ночь                 | Endless Night                        | Режиссёр — Sidney Gilliat. В ролях: Хейли Миллс, Хоуел Беннет, Бритт Экланд |
| 1974 | Десять негритят                  | Ten Little Indians                   | Снят по книге И не осталось никого. Режиссёр — Питер Коллинсон. В ролях: Оливер Рид, Орсон Уэллс |
| 1974 | Убийство в «Восточном экспрессе» | Murder on the Orient Express         | Режиссёр — Сидни Люмет. В ролях: Альберт Финни (Эркюль Пуаро), Лорен Бэколл, Ингрид Бергман, Шон Коннери, Ванесса Редгрейв, Ричард Уидмарк, Энтони Перкинс, Жаклин Биссет |
| 1978 | Смерть на Ниле                   | Death on the Nile                    | Режиссёр — Джон Гуиллермин. В ролях: Питер Устинов (Эркюль Пуаро), Джейн Биркин (Jane Birkin) |
| 1980 | И, треснув, зеркало звенит…      | The Mirror Crack’d from Side to Side | Режиссёр — Гай Гамильтон. В ролях: Анджела Лэнсбери (Angela Lansbury) — мисс Марпл , Джеральдин Чаплин (Geraldine Chaplin), Тони Кертис (Tony Curtis), Эдвард Фокс (Edward Fox), Рок Хадсон (Rock Hudson), Ким Новак (Kim Novak), Элизабет Тейлор (Elizabeth Taylor), Венди Морган (Wendy Morgan)                                |
| 1981 | Простота убийства                | Murder is Easy                       | Режиссёр — Клод Уотэм (Claude Whatham). В ролях: Билл Биксби (Bill Bixby), Лесли-Энн Даун (Lesley-Anne Down), Оливия де Хэвиллэнд (Olivia de Havilland), Хелен Хэйес (Helen Hayes), Пэтрик Аллен (Patrick Allen) |
| 1982 | Зло под солнцем                  | Evil Under the Sun                   | Режиссёр — Гай Гамильтон. В ролях: Питер Устинов (Эркюль Пуаро), Джейн Биркин (Jane Birkin) |
| 1984 | Испытание невинностью            | Ordeal by Innocence                  | Режиссёр — Десмонд Дэвис (Desmond Davis). В ролях: Дональд Сазерленд, Фэй Данауэй (Faye Dunaway), Сара Майлз (Sarah Miles) |
| 1985 | Ужин для тринадцати              | Thirteen at Dinner                   | Режиссёр — Лу Антонио. В ролях: Питер Устинов (Эркюль Пуаро), Фэй Данауэй (Faye Dunaway), Дэвид Суше (David Suchet) (Инспектор Джеп) |
| 1986 | Загадка мертвеца                 | Dead Man's Folly                     | Режиссёр — Клайв Доннер. В ролях: Питер Устинов (Эркюль Пуаро), Джин Степлтон (Jean Stapleton), Констанс Каммингс (Constance Cummings), Джонатан Сесил (Jonathan Cecil) |
| 1986 | Убийство в трёх актах            | Murder in Three Acts                 | Режиссёр — Гэри Нелсон (Gary Nelson). В ролях: Питер Устинов (Эркюль Пуаро), Тони Кертис (Tony Curtis), Джонатан Сесил (Jonathan Cecil) |
| 1988 | Свидание со смертью              | Appointment with Death               | Режиссёр Майкл Виннер. В ролях: Питер Устинов (Эркюль Пуаро), Лорен Бэколл, Кэрри Фишер, Джон Гилгуд, Piper Laurie, Hayley Mills, Jenny Seagrove, David Soul |
| 1983 | Карибский детектив               | A Caribbean Mystery                  | В ролях: Хелен Хейс, Свуси Кёрц |
| 1997 | Вилла «Белый Конь»               | A Pale horse                         | В ролях: Колин Бьюкенен, Лесли Филлипс |
| 2007 | Приближаясь к нулю               | Towards zero                         | Французская адаптация романа. Режиссёр — Паскаль Тома (Pascal Thomas). В ролях: Франсуа Моррель. |
| 2017 | Скрюченный домишко               | Crooked House                        | В ролях: Макс Айронс |
| 2017 | Убийство в «Восточном экспрессе» | Murder on the Orient Express         | Американский фильм в жанре детективной драмы режиссёра Кеннета Браны, снятый по одноимённому роману Агаты Кристи о бельгийском сыщике, Эркюле Пуаро, раскрывающем убийство на борту поезда. |
| 2018 | Убийства по алфавиту             | The ABC Murders                      | Сериал. Режиссер Алекс Габасси. В ролях: Джон Малкович, Имон Фэррен, Майкл Шэйффер, Руперт Гринт, Conrad McCroddan, Фрейя Мавор, Ширли Хендерсон, Аня Чалотра, Эндрю Бакан, Тара Фитцджеральд |
| 2022 | Смерть на Ниле                   | Death on the Nile                    | Продолжение фильма «Убийство в „Восточном экспрессе“» 2017 года. В ролях: Кеннет Брана, Галь Гадот, Летиша Райт, Арми Хаммер, Аннетт Бенинг, Али Фазал, Софи Оконедо, Том Бейтман, Эмма Маки, Дон Френч, Роуз Лесли, Дженнифер Сондерс и Рассел Брэнд.                                                                           |
| 2023 | Призраки в Венеции               | Haunting in Venice                   | Продолжение фильмов «Убийство в „Восточном экспрессе“» 2017 года и «Смерть на Ниле» 2022 года. В ролях: Кеннет Брана, Мишель Йео, Джейми Дорнан, Тина Фей, Келли Райлли, Камилль Коттен. |

## Телевизионный сериал «Мисс Марпл»(Великобритания; 1984—1992)
В роли Джейн Марпл — Джоан Хиксон (Joan Hickson). Производство «BBC» (Великобритания). Все серии сняты по одноимённым романам.
| Год  | Название                    | Оригинальное название                |
| ---- | --------------------------- | ------------------------------------ |
| 1984 | Труп в библиотеке           | Body in the Library, the             |
| 1985 | Одним пальцем               | Moving Finger, the                   |
| 1985 | Карман, полный ржи          | Pocket Full of Rye, a                |
| 1985 | Объявленное убийство        | Murder is Announced, a               |
| 1986 | Спящее убийство             | Sleeping Murder                      |
| 1987 | Отель «Бертрам»             | At Bertram’s Hotel                   |
| 1987 | Немезида                    | Nemesis                              |
| 1987 | Убийство в доме викария     | Murder at the Vicarage               |
| 1987 | В 4:50 из Паддингтона       | 4:50 from Paddington                 |
| 1989 | Карибская загадка           | Caribbean Mystery, a                 |
| 1991 | С помощью зеркал            | They Do It With Mirrors              |
| 1992 | И, треснув, зеркало звенит… | The Mirror Crack’d from Side to Side |

## Телевизионный сериал «Пуаро Агаты Кристи» (Великобритания; 1989—2013)
Производство «LTW» («London Weekend Television»), продюсер Брайн Истмен (Carnival Film). Первый и второй сезон снимались для канала «ITV» компании «ITN», на котором впоследствии в первый раз увидели свет.
Сериал снимался с 1988 по 1995 годы, состоит из 5 сезонов. Всего было снято 44 серии, впоследствии также появились полнометражные версии.
Сериал удостоился 4 премий Британской киноакадемии («BAFTA») и был 5 раз номинирован на неё.
Кристофер Ганнинг был номинирован на премию «Ivon Novello» за музыку к сериалу и фильмам. Дэвид Суше три года подряд (с 1989 по 1992 годы) номинировался на премию «BAFTA» за роль Эркюля Пуаро, но так ни разу её не получил. Хью Фрейзер получил премию «BAFTA» за роль капитана Артура Гастингса.
В ролях: Эркюль Пуаро — Дэвид Суше, капитан Гастингс — Хью Фрейзер, старший инспектор Джепп — Филип Джексон, мисс Фелисити Лемон — Полин Моран.
| Год  | Название                            | Оригинальное название            |
| ---- | ----------------------------------- | -------------------------------- |
| 1990 | Загадка Эндхауза                    | Peril at the End House           |
| 1990 | Таинственное происшествие в Стайлзе | Mysterious Affair at Styles, the |
| 1992 | Убийства по алфавиту                | ABC Murders, the                 |
| 1992 | Смерть в облаках                    | Death in the Clouds              |
| 1992 | Раз, два, три, туфлю застегни       | One, Two, Buckle My Shoe         |
| 1995 | Рождество Эркюля Пуаро              | Hercule Poirot’s Christmas       |
| 1995 | Хикори Дикори Док                   | Hickory Dickory Dock             |
| 1996 | Убийство на поле для гольфа         | Murder on the Links              |
| 1997 | Безмолвный свидетель                | Dumb Witness                     |
| 2000 | Убийство Роджера Эйкрода            | Murder of Roger Ackroyd, the     |
| 2000 | Смерть лорда Эджвера                | Lord Edgeware Dies               |
| 2001 | Зло под солнцем                     | Evil Under the Sun               |
| 2001 | Убийство в Месопотамии              | Murder in Mesopotamia            |
| 2003 | Пять поросят                        | Five little pigs                 |
| 2003 | Печальный кипарис                   | Sad cypress                      |
| 2004 | Смерть на Ниле                      | Death on the Nile                |
| 2004 | Убийство в имении Холлоу            | Hollow, the                      |
| 2005 | Тайна «Голубого поезда»             | Mystery of the Blue Train, the   |
| 2005 | После похорон                       | Funerals are Fatal               |
| 2006 | Карты на стол                       | Cards on the Table               |
| 2006 | Берег удачи                         | Taken at the floods              |
| 2008 | Миссис Макгинти с жизнью рассталась | Mrs McGinty’s Dead               |
| 2008 | Кошка среди голубей                 | Cat Among the Pigeons            |
| 2008 | Третья девушка                      | Third Girl                       |
| 2009 | Свидание со смертью                 | Appointment with Death           |
| 2010 | Часы                                | Clocks, the                      |
| 2010 | Трагедия в трех актах               | Three act tragedy                |
| 2011 | Вечеринка в Хэллоуин                | Cards on the Table               |
| 2011 | Убийство в «Восточном экспрессе»    | Murder on the Оrient express     |

## Телевизионный сериал «Мисс Марпл Агаты Кристи» (Великобритания; 2004—2013)
В роли Джейн Марпл — Джеральдин Макьюэн (Geraldine McEwan).
Производство компаний «Granada», «Agatha Christie Ltd», «WGBH» (Бостон). Серии сняты по мотивам одноимённых романов.
| Год  | Название                  | Оригинальное название        |
| ---- | ------------------------- | ---------------------------- |
| 2004 | Труп в библиотеке         | Body in the Library, the     |
| 2004 | Объявлено убийство        | Murder is Announced, a       |
| 2004 | Убийство в доме викария   | Murder at the Vicarage       |
| 2004 | В 4:50 из Паддингтона     | 4:50 From Paddington         |
| 2006 | Забытое убийство          | Sleeping Murder              |
| 2006 | Щелкни пальцем только раз | By the Pricking of My Thumbs |
| 2006 | Перст указующий           | The Moving Finger            |
| 2006 | Загадка Ситтафорда        | The Sittaford Mystery        |
| 2007 | Отель «Бертрам»           | At Bertram’s Hotel           |
| 2007 | Испытание невинностью     | Ordeal by Innocence          |
| 2008 | По направлению к нулю     | Towards Zero                 |
| 2009 | Немезида                  | Nemesis                      |

В роли Джейн Марпл — Джулия Маккензи.
Производство компаний «Granada», «Agatha Christie Ltd», «WGBH» (Бостон). Серии сняты по мотивам одноимённых романов.
| Год  | Название           | Оригинальное название      |
| ---- | ------------------ | -------------------------- |
| 2009 | Карман, полный ржи | A Pocket Full of Rye       |
| 2009 | Убить легко        | Murder is Easy             |
| 2009 | Почему не Эванс?   | Why Didn’t They Ask Evans? |
| 2009 | С помощью зеркал   | They Do It with Mirrors    |

## Русскоязычные экранизации
| Год  | Название                 | Комментарий |
| ---- | ------------------------ | --- |
| 1983 | «Тайна „Чёрных дроздов“» | Снят по роману «Карман, полный ржи». Режиссёр — Вадим Дербенёв. В ролях: Ита Эвер — мисс Марпл, Владимир Седов — инспектор Нил, Андрей Харитонов — Ланселот, Всеволод Санаев — мистер Рекс Фортескью, Елена Санаева, Любовь Полищук. Киностудия Мосфильм |
| 1987 | «Десять негритят»        | Снят по книге «Десять негритят». Режиссёр — Станислав Говорухин. В ролях: Александр Абдулов, Александр Кайдановский, Татьяна Друбич, Михаил Глузский, Алексей Жарков, Владимир Зельдин. Одесская киностудия                                              |
| 1989 | «Загадка Эндхауза»       | Снят по книге «Опасность дома на окраине». Режиссёр — Вадим Дербенёв. В ролях: Анатолий Равикович — Эркюль Пуаро, Илона Озола, Виргиния Кельмелите, Дмитрий Крылов, Инара Слуцка, Андрей Харитонов, Юозас Будрайтис. Киностудия Мосфильм                 |
| 1990 | «Мышеловка»              | Снят по книге «Мышеловка». Режиссёр — Самсон Самсонов. В ролях: Елена Попова, Елена Степаненко, Елена Степанова, Борис Химичев. Киностудия Мосфильм |
| 2002 | «Неудача Пуаро»          | Снят по книге «Убийство Роджера Экройда». Режиссёр — Сергей Урсуляк. В ролях: Константин Райкин — Эркюль Пуаро, Сергей Маковецкий, Светлана Немоляева, Александр Лазарев-младший, Лика Нифонтова, Елена Козелькова.                                      |